# José Ramón Bauzá Díaz

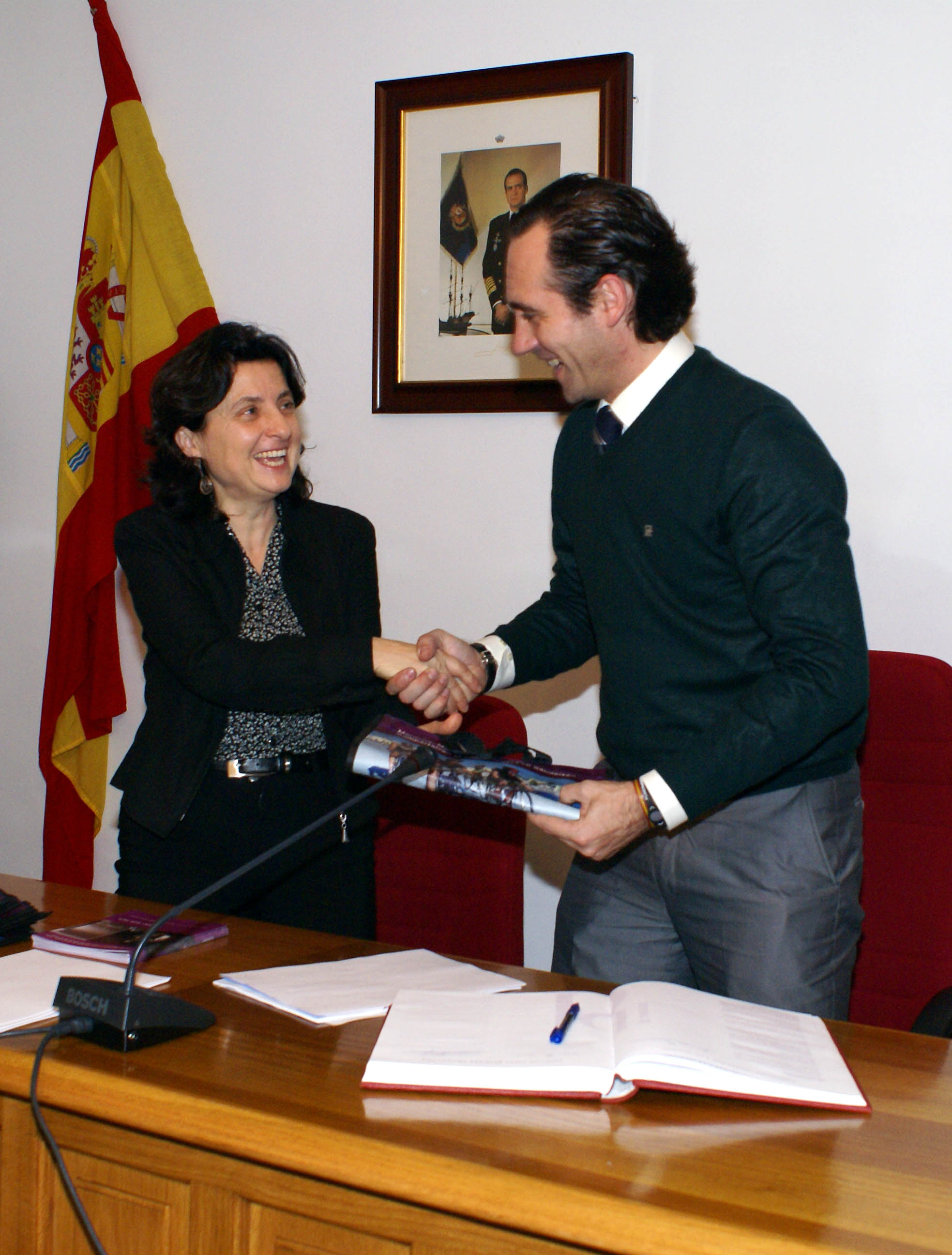
Amb la consellera Josefina Santiago.

José Ramón Bauzá Díaz (Madrid, 16 de novembre de 1970) és un polític mallorquí, president del Govern de les Illes Balears a la vuitena legislatura (2011-2015) en nom del Partit Popular de les Illes Balears, és eurodiputat per Ciutadans - Partit de la Ciutadania. És casat. Fill de mallorquí i madrilenya, és llicenciat en Farmàcia a la Universitat Complutense de Madrid. És el propietari d'una farmàcia al seu municipi de residència, Marratxí.

## Biografia
Es va afiliar al PP el 1996 i va ser regidor a l'oposició del seu municipi des d'aquest any fins al 2003. En les eleccions autonòmiques de maig de 2007, va repetir com a candidat a la batlia de l'ajuntament de Marratxí i va guanyar amb majoria absoluta, després d'haver ostentat la batlia des de 2005 gràcies a un pacte de govern amb els Independents de Marratxí. Abans havia estat primer tinent de batle i regidor d'Urbanisme i Sanitat de la localitat.
El 2004 assumí la presidència de la Junta local del PP de Marratxí. L'any 2008, després de la celebració del Congrés Regional del Partit Popular de les Illes Balears que va guanyar l'exvicepresidenta del Govern Balear, Rosa Estaràs, és nomenat vicepresident executiu de la formació. Després de la dimissió de la presidenta de la formació política, José Ramón Bauzà és nomenat president del PP balear en junta directiva extraordinària, trobada en què es compromet a convocar un Congrés Extraordinari obert, per donar paraula i possibilitat d'elecció a tots els afiliats del partit polític.
El 7 de març de 2010 se celebra aquest Congrés Extraordinari obert, que guanya amb un 69% dels vots contra Carlos Delgado, que optava per segona vegada al càrrec. Després de negociacions, aquest es va integrar com a vicepresident executiu del PP balear, juntament amb Joan Jaume, Rafel Torres i Toni Pastor, batles de Llucmajor, Inca i Manacor, respectivament.
El novembre de 2010 és postulat com a candidat a la Presidència de les Illes Balears pel Partit Popular.
En les eleccions del 22 de maig de 2011, el Partit Popular guanya les eleccions per un 46,3% dels vots i un total de 35 dels 59 escons del Parlament de les Illes Balears. Bauzà es proclamà guanyador de les eleccions per una sobrada majoria absoluta i, d'aquesta manera, es convertí en el futur President del Govern de les Illes Balears. Amb ell al capdavant, el Partit Popular ha tret els millors resultats electorals de les Illes Balears en tota la seva història democràtica. La seva investidura es produí el 15 de juny de 2011, en què fou elegit President del Govern Balear amb 35 vots a favor i 24 en contra. Va prendre possessió del càrrec el 18 de juny.
És un defensor de les tesis properes al secessionisme lingüístic, va aplicar la supressió del decret de mínims a l'ensenyament, decretà el Tractament Integrat de Llengües (TIL), i provocà una vaga de docents sense precedents de tres setmanes i la manifestació més nombrosa i important de la història de les balears.

### Dimissió
El 26 de maig de 2015, davant de la junta directiva del seu partit i uns 200 militants, va anunciar que dimitiria dels seus càrrecs, que després de l'estiu de 2015 convocaria un congrés extraordinari del partit i que ell no optaria a la reelecció, després dels mals resultats a les eleccions autonòmiques de 2015.
El 6 de juliol de 2015 presentà la seva renúncia a l'acta de diputat del Parlament de les Illes Balears per optar al càrrec de senador. El substituí com a diputat Rafel Nadal.

## Ciutadans
El gener de 2019 va anunciar la seva baixa del PP, i es presentà a les eleccions europees de 2019 per Ciutadans - Partit de la Ciutadania, aconseguint l'escó.

## Trajectòria política
- 1995 - 1999: Regidor a l'oposició de l'ajuntament de Marratxí.
- 2001 - 2003: Tinent de batle d'Urbanisme i Sanitat a l'ajuntament de Marratxí.
- 2003 - 2011: Batle de Marratxí.
- 2007 - 2009: Vicepresident executiu del PP balear
- 2009 - 2015: President del PP balear
- 2011 - 2015: President del Govern Balear
- 2015 - 2019: Senador al Senat espanyol.
- 2019 - : Diputat al Parlament Europeu.